# Kurt Lewin
Kurt Zadek Lewin (Mogilno, 9 settembre 1890 – Newtonville, 12 febbraio 1947) è stato uno psicologo tedesco con cittadinanza statunitense, pioniere della psicologia sociale.
Fu tra i sostenitori della psicologia della Gestalt, da cui recepì l'idea che la nostra esperienza non è costituita da un insieme di elementi puntiformi che si associano, ma da percezioni strutturate di oggetti e/o reti di relazioni, e che solo in questo campo di relazioni trovano il loro significato, e fu tra i primi ricercatori a studiare le dinamiche dei gruppi e lo sviluppo delle organizzazioni. A lui si deve anche l'ideazione di una metodologia formativa diventata fondamentale nella psicosociologia: il T-group.

## Biografia
Nacque nel villaggio di Mogilno (oggi in Polonia), nella Prussia del Kaiser Guglielmo II. La famiglia era di origine ebraica, e già allora le condizioni di vita degli ebrei tedeschi non erano semplici. Trasferitosi con la famiglia a Berlino, dove frequentò il Ginnasio (Liceo classico), si iscrisse inizialmente a Medicina, salvo poi trasferirsi (dopo un anno) alla facoltà di Filosofia dell'università di Berlino. Qui entrò in contatto, per tramite del rettore Stumpf, con la filosofia dell'atto di Franz Brentano (maestro di Carl Stumpf), da cui trasse alcuni spunti per lo sviluppo del suo pensiero futuro (in particolare la rivalutazione dell'importanza delle emozioni e della volontà nella comprensione dei comportamenti).
Prima di poter discutere la tesi Lewin fu chiamato al fronte, condividendo il destino di molti ebrei tedeschi, prima chiamati a combattere per la patria tedesca, e poi da questa sacrificati. Durante questo periodo il giovane Kurt Lewin produsse un breve saggio in cui, anticipando il concetto di "campo", che sarà poi cardine della sua psicologia, descrisse come la percezione dei luoghi e dei paesaggi cambiasse, nella mente dei soldati, a seconda della vicinanza o della distanza dal fronte. Tornato a Berlino e laureatosi con una tesi di non eccezionale interesse, rimase nell'ambiente accademico berlinese, dove venne a contatto con la filosofia di Ernst Cassirer e con la scuola della Gestalt di Wolfgang Köhler, Kurt Koffka e Max Wertheimer. Fu quindi professore di filosofia e psicologia presso la stessa Università di Berlino dal 1926. Partecipò alla prima fase della scuola di Francoforte, presso l'Istituto di studi sociali, fino a che, con la presa del potere di Hitler, molti membri si trovarono costretti ad emigrare.
Nel 1933 Lewin emigrò negli USA (da ebreo e socialista, emigrò a causa del nazismo), dove fu accolto dalla Cornell University, donde, più tardi, si sarebbe trasferito all'Università dello Stato dello Iowa (nella cosiddetta America Profonda, del Midwest e dei campi di granturco). Fu infine anche ad Harvard ed al MIT. Parallelamente, fu ricercatore e consulente presso numerose istituzioni pubbliche e private, con colleghi quali Ronald Lippitt, Leslie White, Tamara Dembo, Leon Festinger, Alex Bavelas, che si erano riuniti attorno al Research Centre for Group Dynamics, che egli diresse fino alla morte, nel 1947. Notevole fu poi la sua collaborazione con l'amica Margaret Mead, assieme alla quale, ed unitamente ad un team multidisciplinare che conteneva anche un medico ed un economista, lavorò per conto del Governo degli Stati Uniti a quello che sarebbe poi rimasto come il suo più importante lavoro, quello sul mutamento delle abitudini alimentari delle famiglie (in modo da rendere tali abitudini più adatte alla economia di guerra cui il paese si trovava costretto).

## Il pensiero
Il concetto base di Lewin è quello di ricerca - azione, esso identifica una sequenza epistemologica composta da pianificazione dell'azione e verifica dei suoi possibili effetti. Tale sequenza, sviluppandosi nel tempo secondo un movimento a spirale, caratterizza il percorso scientifico. Lo stesso concetto indica anche un'impostazione che qualifica "ogni progetto razionale di azione nel sociale" da parte di singoli e di organizzazioni, e che si traduce per chi partecipa a un intervento collettivo in un'integrazione di azione, formazione e ricerca.
Dal punto di vista puramente scientifico e anche dal punto di vista sociale, sono necessari "occhi e orecchi sociali nei punti nevralgici e all'interno degli organismi di azione sociale". Tuttavia a differenza dei fisici, che dispongono di strumenti esterni per percepire i fenomeni (a costo talvolta di alterarli), gli osservatori sociali devono essi stessi essere formati a una percezione sociale attiva, perché si occupano di un campo di fenomeni che non possono essere studiati senza interagire con essi.
Compare già qui una delle ambiguità inscritte nel concetto: il termine azione indica un momento della sequenza sperimentale, ma anche e forse ancor di più, il coinvolgimento del ricercatore e dei suoi colleghi nel campo sociale, il loro impegno nel processo, il fatto che essi partecipino alla risoluzione dei problemi sociali e non soltanto ai problemi di conoscenza.
La fedeltà di Lewin al processo sperimentale non gli impedisce di lavorare in situazioni dove la sua traduzione nella pratica è impossibile, per esempio laddove si vuole aiutare una comunità locale ad affrontare i conflitti con (o tra) le sue minoranze.
Con Ronald Lippitt, egli riunisce gli attori per realizzare degli studi sul campo e propone il concetto di community self-survey (comunità auto-scrutante).
In situazioni di consulenza, la conduzione della ricerca finisce per applicare quelle regole democratiche, conformi ai valori di cui si era voluta dimostrare la pertinenza sociale e psicologica in esperienze divenute celebri.
Secondo Lewin stesso, la ricerca-azione è sia un metodo di ricerca teorico-sperimentale, sia una ricerca sull'efficacia relativa di diverse forme d'azione, sia una ricerca diagnostica per preparare una strategia d'azione, sia un'occasione di diffondere, promuovere o democratizzare il processo scientifico attraverso una formazione di vari attori sociali ancorata alla prassi, associandoli a precisi momenti del processo di ricerca. Studia la teoria del campo.

## Teoria del campo
Lewin è ricordato anche per i concetti espressi nella "teoria del campo", generalmente sintetizzata con la formula:
C = f (P, A)
in cui si mette in risalto che il comportamento (C) di un individuo è una funzione regolata da fattori interdipendenti costituiti dalla sua personalità (P) e dall'ambiente (A) che lo circonda. Persona e ambiente sono considerati come un insieme interconnesso che va a formare lo spazio vitale di ogni soggetto. Per comprendere o prevedere il comportamento, dice Lewin, la personalità e il suo ambiente devono essere considerati come un'unica costellazione.
È del 1963 la prima edizione della Nuova Italia Il bambino nell'ambiente sociale, il volume viene subito recensito con una scheda sulla rivista Il Mulino valutando come il saggio da cui è tradotto il lavoro, Field Theory in Social Science sia «il testo fondamentale per la comprensione dell'opera di Lewin nei suoi sviluppi più specificatamente psico-sociologici». La teoria del campo (field theory) rappresenta «la teoria psicologica dell'autore (...) e il suo metodo d'indagine (...)». Lo stesso Lewin definisce la field theory «un metodo per analizzare le relazioni causali e per edificare costrutti scientifici».

## Opere
- Lewin K. (1936), Principi di psicologia topologica,  Edizioni OS, Firenze, 1961
- Lewin K. (1935) Teoria dinamica della personalità, Giunti Editore, Milano, 2011
- Lewin K. (1948), Il bambino nell'ambiente sociale,  La Nuova Italia, Firenze, 1967
- Lewin K. (scritti di), a cura di G. Galli,  Antologia di scritti,  Il Mulino, Bologna, 1977
- Lewin K. (1948), I conflitti sociali. Saggi di dinamica di gruppo, Franco Angeli, Milano, 1972
- Lewin K. (1951),Teoria e sperimentazione in psicologia sociale, Il Mulino, Bologna, 1972
- Lewin K. (scritti di), a cura di P. Colucci, La teoria, la ricerca, l'intervento, Il Mulino, Bologna, 2005